# Alicja Kargulowa
Alicja Jadwiga Kargulowa (ur. 2 czerwca 1936 w Majdanie Starym, pow. chełmski) – polska pedagog, andragog i poradoznawca, emerytowany profesor zwyczajny na Uniwersytecie Zielonogórskim, twórca subdyscypliny nauk społecznych i humanistycznych pod nazwą „poradoznawstwo”.

## Życiorys
W 1950 roku ukończyła szkołę podstawową w rodzinnej miejscowości, a w 1954 r. liceum pedagogiczne w Chełmie. Od 1954 do 1958 roku była nauczycielką w szkole podstawowej w Kukawce, pełniąc jednocześnie obowiązki jej dyrektora. W latach 1957–1959 studiowała zaocznie w Studium Nauczycielskim w Lublinie, następnie stacjonarnie w Studium Nauczycielskim w Gdańsku (fizyka). Od 1959 do 1962 roku studiowała pedagogikę w Wyższej Szkole Pedagogicznej w Gdańsku, gdzie uzyskała tytuł magistra (praca Niektóre wiadomości z życia dorosłych w podręczniku matematyki kl. III pod kierunkiem prof. Kazimierza Sośnickiego). Po ukończeniu studiów podjęła pracę jako pedagog we wrocławskiej poradni społeczno-wychowawczej TPD, a potem w poradni wychowawczo-zawodowej Wrocław-Krzyki.
Doktoryzowała się w 1975 r. z pedagogiki (praca Poradnictwo wychowawcze a środowiskowe i organizacyjne uwarunkowania jego funkcjonowania pod kierunkiem prof. Romany Miller), po czym została zatrudniona na Uniwersytecie Wrocławskim (Instytut Pedagogiki) na stanowisku asystenta, a potem adiunkta. Habilitowała się w 1985 (praca Poradnictwo jako wiedza i system działań. Wstęp do poradoznawstwa). W latach 1993–1999 była kierownikiem Pracowni Poradnictwa a w latach 1994-1997 wicedyrektorem Instytutu Pedagogiki. Zorganizowała i kierowała Studium Doktoranckim Pedagogiki i Psychologii, studiami podyplomowymi Szkoła Kontaktów Interpersonalnych. Jako pracownik uczelniany była także członkiem senackiej komisji ds. rozwoju młodej kadry oraz członkiem Senatu Uniwersytetu Wrocławskiego.
W latach 1986–1989 była wiceprzewodniczącą Rady Naukowej Centralnego Ośrodka Metodycznego Poradnictwa Psychologiczno-Pedagogicznego w Warszawie. W 1998 opublikowała książkę Przeciw bezradności. Nurty, opcje, kontrowersje w poradnictwie i poradoznawstwie, uzyskując tytuł profesora. Od 1999 do 2006 podjęła pracę w Wyższej Szkole Pedagogicznej w Zielonej Górze (potem Uniwersytecie Zielonogórskim), a od 2006 do 2016 była nauczycielem akademickim w Dolnośląskiej Szkole Wyższej we Wrocławiu.

## Zainteresowania naukowe
Do jej głównych zainteresowań naukowych należy poradnictwo, w tym m.in. wychowawczo-zawodowe, rodzinne, psychologiczne i pedagogiczne. Kierowała w  latach 1979–1995 ogólnopolskim seminarium naukowym pt. Poradnictwo we współczesnym społeczeństwie, którego celem było wypracowanie teorii poradnictwa – poradoznawstwo.  Wydała siedem monografii autorskich poświęconych zagadnieniom poradnictwa i opublikowała około dwustu artykułów z tej tematyki. Zredagowała lub współredagowała dziewiętnaście prac zbiorowych poświęconych poradnictwu. Powołała do życia i redaguje naukowe, dwujęzyczne polsko-angielskie czasopismo „Studia Poradoznawcze/Journal of Counsellogy” (od 2012 ukazało się osiem numerów. Pismo jest na liście czasopism punktowanych Ministerstwa Nauki i Szkolnictwa Wyższego).

## Osiągnięcia
Wypromowała ośmiu doktorów, z których trzech habilitowało się  (Bożena Wojtasik, Elżbieta Siarkiewicz, Edyta Zierkiewicz). Opracowała programy studiów pedagogicznych (specjalność – poradnictwo) w Instytucie Pedagogiki na Uniwersytecie Wrocławskim i w Instytucie Pedagogiki Społecznej na Uniwersytecie Zielonogórskim. Opracowała program i uruchomiła studia podyplomowe Szkoła Kontaktów Interpersonalnych na Uniwersytecie Wrocławskim, którymi kierowała w latach 1997–1999. Opracowała również program i uruchomiła studia doktoranckie z pedagogiki i psychologii na Uniwersytecie Wrocławskim którymi kierowała w latach 1997–1999. Jest współzałożycielką Naukowego Towarzystwa Poradoznawczego, członkiem Akademickiego Towarzystwa Andragogicznego (ma tu godność członka honorowego) i European Society for Vocational Designing and Career Counselling, oraz Stowarzyszenia Doradców Szkolnych i Zawodowych. W latach 1995–2006 była członkiem Polskiego Towarzystwa Pedagogicznego, Polskiego Towarzystwa Psychologicznego i Wrocławskiego Towarzystwa Naukowego. Jest członkiem rad naukowych następujących czasopism: „Studia Poradoznawcze/Journal of Counsellogy”, „Edukacja Dorosłych” i „Counseling Giornale Italiano di Ricerca e Applicazioni”.

## Odznaczenia i nagrody
Otrzymała następujące odznaczenia i nagrody:
- Medal za Zasługi dla Rozwoju Polskiej Pedagogiki Komitetu Nauk Pedagogicznych PAN (2017),
- Medal Komisji Edukacji Narodowej,
- Złoty Krzyż Zasługi,
- nagrody Rektora Uniwersytetu Wrocławskiego za badania naukowe (1989, 1990, 1991, 1993, 1995, 1997),
- nagroda Ministra Nauki, Szkolnictwa Wyższego i Techniki (indywidualna, III stopnia za badania naukowe w 1987),
- nagroda indywidualna Ministra Edukacji Narodowej i Sportu za podręcznik akademicki O teorii i praktyce poradnictwa. Odmiany poradoznawczego dyskursu (2005),
- nagroda European Society for Vocational Designing and Career Counselling za wybitne osiągnięcia w badaniach nad poradnictwem (2016),
- Nominacja na Kobieta Roku 1999 American Biographical Institute Board of International Research[4].